# Apium crassipes
Apium crassipes là một loài thực vật có hoa trong họ Hoa tán. Loài này được (Koch ex Rchb.) Rchb.f. mô tả khoa học đầu tiên năm 1863.

## Hình ảnh

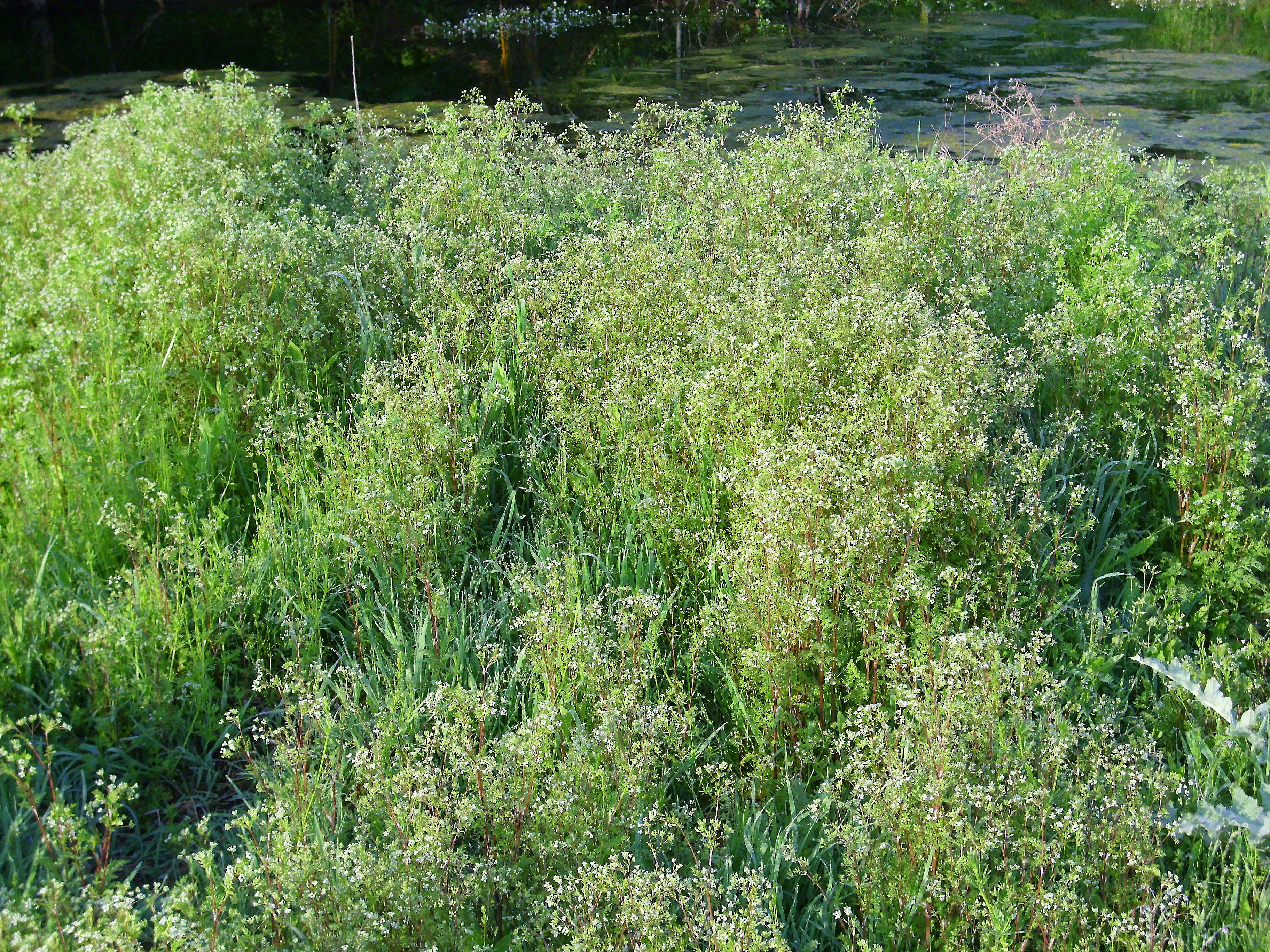
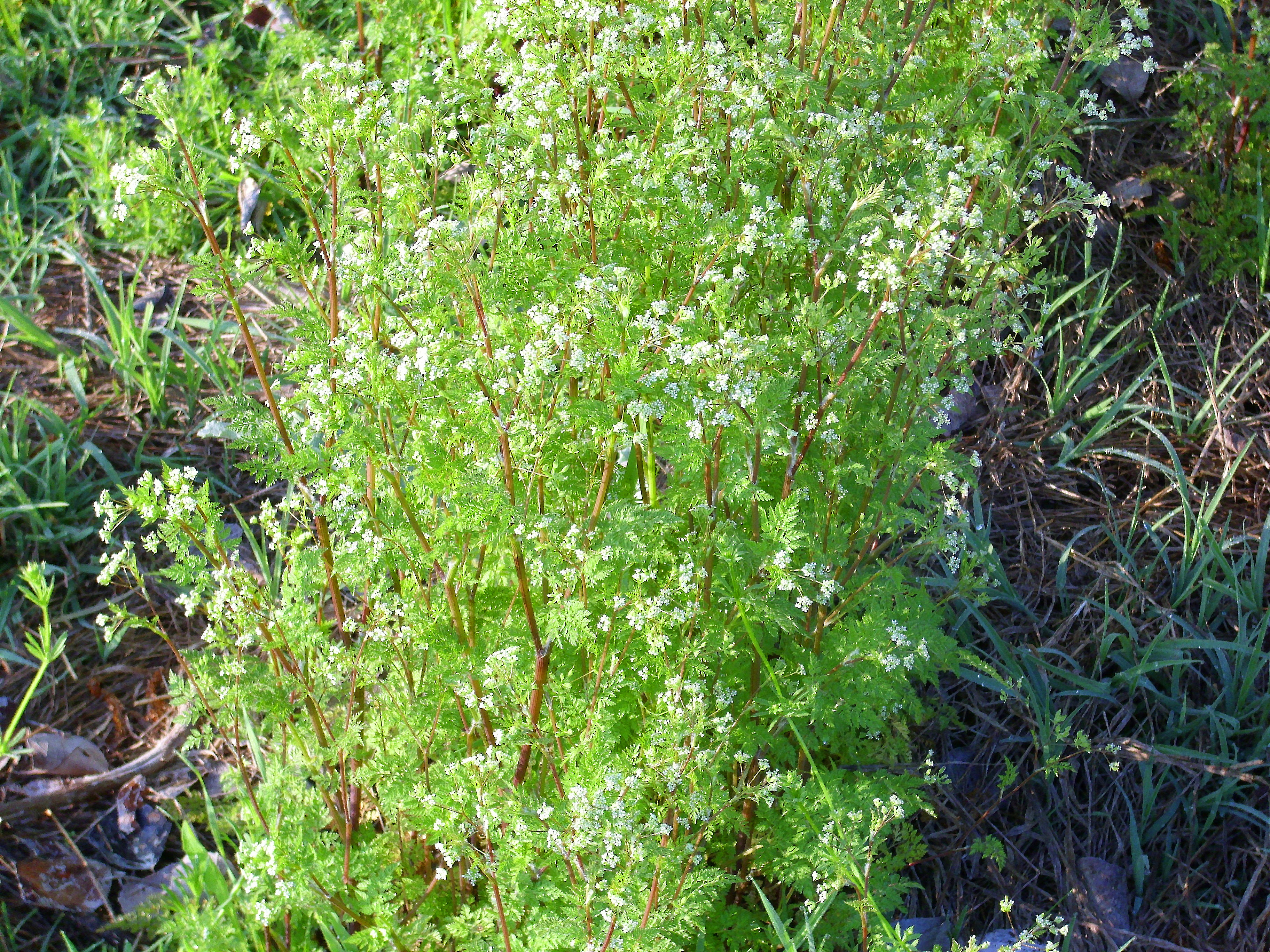